# Bolla di sapone (film 1921)
Bolla di sapone è un film del 1921 diretto e interpretato da Charles Krauss.
Il film è suddiviso in tre episodi.